# Filip Ingebrigtsen
Filip Mangen Ingebrigtsen (Sandnes, 20 de abril de 1993) es un deportista noruego que compite en atletismo, especialista en las carreras de mediofondo y de campo a través. Sus hermanos Jakob y Henrik también compiten en atletismo.
Ganó una medalla de bronce en el Campeonato Mundial de Atletismo de 2017 y una medalla de oro en el Campeonato Europeo de Atletismo de 2016, ambas en la prueba de 1500 m.
En la modalidad de campo a través, obtuvo dos medallas en el Campeonato Europeo, oro en 2018 y bronce en 2021.
Entre 2016 y 2021 protagonizó junto a sus hermanos el reality show de NRK1 Team Ingebrigtsen.

## Palmarés internacional
| Campeonato Mundial | Campeonato Mundial       | Campeonato Mundial | Campeonato Mundial |
| Año                | Lugar                    | Medalla            | Prueba             |
| ------------------ | ------------------------ | ------------------ | ------------------ |
| 2017               | Londres (Reino Unido)    | Medalla de bronce  | 1500 m             |
| Campeonato Europeo |                          |                    |                    |
| Año                | Lugar                    | Medalla            | Prueba             |
| 2016               | Ámsterdam (Países Bajos) | Medalla de oro     | 1500 m             |

| Campeonato Europeo | Campeonato Europeo     | Campeonato Europeo | Campeonato Europeo |
| Año                | Lugar                  | Medalla            | Prueba             |
| ------------------ | ---------------------- | ------------------ | ------------------ |
| 2018               | Tilburg (Países Bajos) | Medalla de oro     | Individual         |
| 2021               | Dublín (Irlanda)       | Medalla de bronce  | Equipo             |